# Tinea roesleri
Tinea roesleri är en fjärilsart som beskrevs av László Anthony Gozmány. Tinea roesleri ingår i släktet Tinea och familjen äkta malar. Inga underarter finns listade i Catalogue of Life.